# Eslöv
Eslöv ist eine Stadt in der südschwedischen Provinz Skåne län und der historischen Provinz Schonen.
Der Zentralort der gleichnamigen Gemeinde, erhielt 1911 die Stadtrechte verliehen. Eine wichtige Firma der Stadt ist Procordia Food AB (ehemalige AB Felix). Die Ekenäs-Schule hat als deutsche Partnerschule das Goethe-Gymnasium Bensheim.

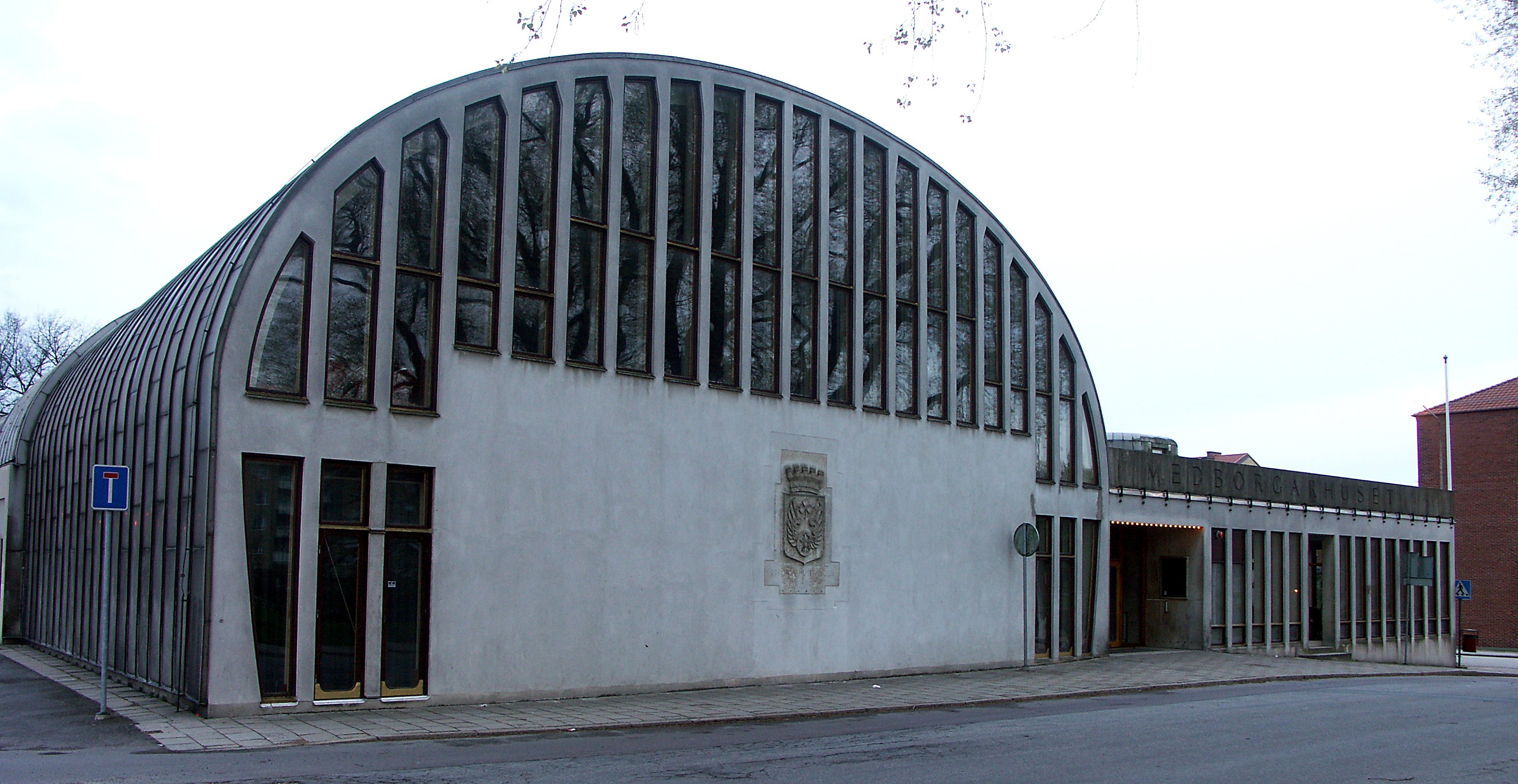
Das denkmalgeschützte Medborgarhuset von Eslöv

## Söhne und Töchter der Stadt
- Therese Bengtsson, Handballspielerin
- Ludvig Åberg, Golfspieler
- Truls Möregårdh, Tischtennisspieler